# Сталинская война на уничтожение: Планирование, осуществление, документы
«Сталинская война на уничтожение: Планирование, осуществление, документы» (Stalins Vernichtungskrieg 1941—1945) книга немецкого историка-ревизиониста, директора Исследовательского центра военной истории Бундесвера, писателя Иоахима Гофмана. Она стала популярной после выхода в свет, в Германии выдержала четыре издания. Перевод на русский язык опубликован в 2006 году. Более корректное название — «Сталинская истребительная война», так как оно является отсылкой в цитате из речи Сталина 6 ноября 1941, когда тот якобы объявил Германии «истребительную войну».
В начальных главах Гофман, ссылаясь на Виктора Суворова, утверждает, что СССР первым планировал начать войну. Гофман также подвергает сомнению общепринятое число жертв Холокоста. Гофман называет общее число жертв Холокоста, так же как и жертв нацистского концлагеря Освенцима, «продуктом советской пропаганды, имевшей целью повлиять на общественное мнение — в частности, на мышление англосаксонских стран». Гофман оспаривает факт массового расстрела евреев в районе Бабьего Яра, признавая отдельные преступления вооружённых сил Германии, перекладывает ответственность на Гестапо и СС, основным источником террора на оккупированных территориях называет советских партизан (заявляя, что партизанская война сама по себе преступна), а задокументированные следы массовых казней объявляет «приписанными» немцам, а в реальности являющимися жертвами партизан либо сталинских репрессий.

## Список глав
- 5 мая 1941 г.: Сталин объявил наступательную войну
- 22 июня 1941 г.: Гитлер опередил Сталина своим нападением
- В бой через террор: советских солдат гнали под огонь
- «Боец Красной Армии не сдается»: советским солдатам запрещали сдаваться в плен
- Сталинский аппарат террора: как формировался «массовый героизм» и «советский патриотизм»
- «Великая Отечественная война»: советская пропаганда и её методы
- Ответственность и ответственные: зверства с обеих сторон
- «Гитлеровские негодяи»: советские злодеяния приписываются немцам
- Криминализирование вермахта: антинемецкая национальная и расовая травля
- По всему фронту: уже 22 июня 1941 г. были убиты первые военнопленные
- «Всех до единого»: убийствам военнопленных не было конца
- «Ни пощады, ни снисхождения»: действия военнослужащих Красной Армии на немецкой земле
- «Горе тебе, Германия!»: дальнейшие военные преступления

## Критика
Выход книги был встречен критикой. 28 февраля 1996 года депутаты Бундестага направили запросы в адрес правительства ФРГ по поводу выхода книги Гофмана.
Российский историк Александр Дюков назвал книгу «библией ревизионизма», отметив: «Нет более-менее значимого антисоветского мифа о Великой Отечественной войне, которого Хоффман трудолюбиво не подобрал бы и не использовал для оправдания нацистской Германии».
В качестве конкретного примера Дюков отмечает, что, например, Гофман цитирует приказ Сталина № 001919 от 12 сентября 1941 года:

«На всех фронтах имеются многочисленные элементы, которые даже бегут навстречу врагу и при первом же соприкосновении бросают своё оружие и тянут за собой других».
не по подлинному тексту приказа, а по его «интерпретации» в немецких пропагандистских листовках.
Гофман приводит в качестве доказательства[уточнить] агрессивных намерений СССР тот факт, что после 22 июня 1941 года советская пропаганда начала разжигать антинемецкие настроения, хотя ранее изображала Германию едва ли не дружественной. Вполне очевидная причина такой «смены ориентиров» автором во внимание не принимается. Ответа на вопрос, как же должна была действовать советская пропаганда в условиях вражеского вторжения, Гофман также не дает.
Само название книги «Сталинская истребительная война» является отсылкой к цитате из речи И.Сталина 6 ноября 1941:

Что ж, если немцы хотят иметь истребительную войну*, они её получат. (Бурные, продолжительные аплодисменты).
Отныне наша задача, задача народов СССР, задача бойцов, командиров и политработников нашей армии и нашего флота будет состоять в том, чтобы истребить всех немцев до единого, пробравшихся на территорию нашей Родины в качестве её оккупантов. (Бурные аплодисменты, возгласы: «Правильно!», крики «Ура!»).
Никакой пощады немецким оккупантам!

Смерть немецким оккупантам! (Бурные аплодисменты).— 
Что трактуется Гофманом как призыв к уничтожению немецкого народа, хотя цитата со всей однозначностью призывает к борьбе с немецкими оккупантами.
Российский историк О. В. Вишлёв отмечает, что:

Хотя Хоффман и является профессиональным историком, он явно не признает ни знаний, накопленных мировой историографией в изучении тех вопросов, которые его так занимают, ни выработанных ею общих принципов и методов анализа событий прошлого и работы с первоисточниками. Произведения Хоффмана оставляют впечатление, что такие понятия, как исторический контекст, причинно-следственная связь, контраргумент, для него вообще не существуют.— 
Илья Эренбург изображается идеологом уничтожения немецкого народа, призывавшим к истреблению немцев. При этом его высказывания вырываются из контекста и не очень точно переводятся. При этом его знаменитый лозунг «Убей немца» датируется не 1942, а концом 1944 и трактуется, как призыв к расправе с мирным населением.
Также Эренбургу приписывается следующая цитата (от 8 марта 1945 г.):

Единственная историческая миссия, как я её вижу, скромна и достойна, она состоит в том, чтобы уменьшить население Германии.— 
Как отмечает А. Р. Дюков, в действительности цитата звучала иначе:

Вооружены фольксштурмисты чем попало; сражаются плохо — не потому, что они умнее солдат, а потому, что старее и слабее. Это — пушечное мясо, и, видимо, историческая роль фольксштурма сведется к одному несложному, но, на мой взгляд, достойному делу: уменьшить народонаселение Германии.— 